# Antropologia econômica

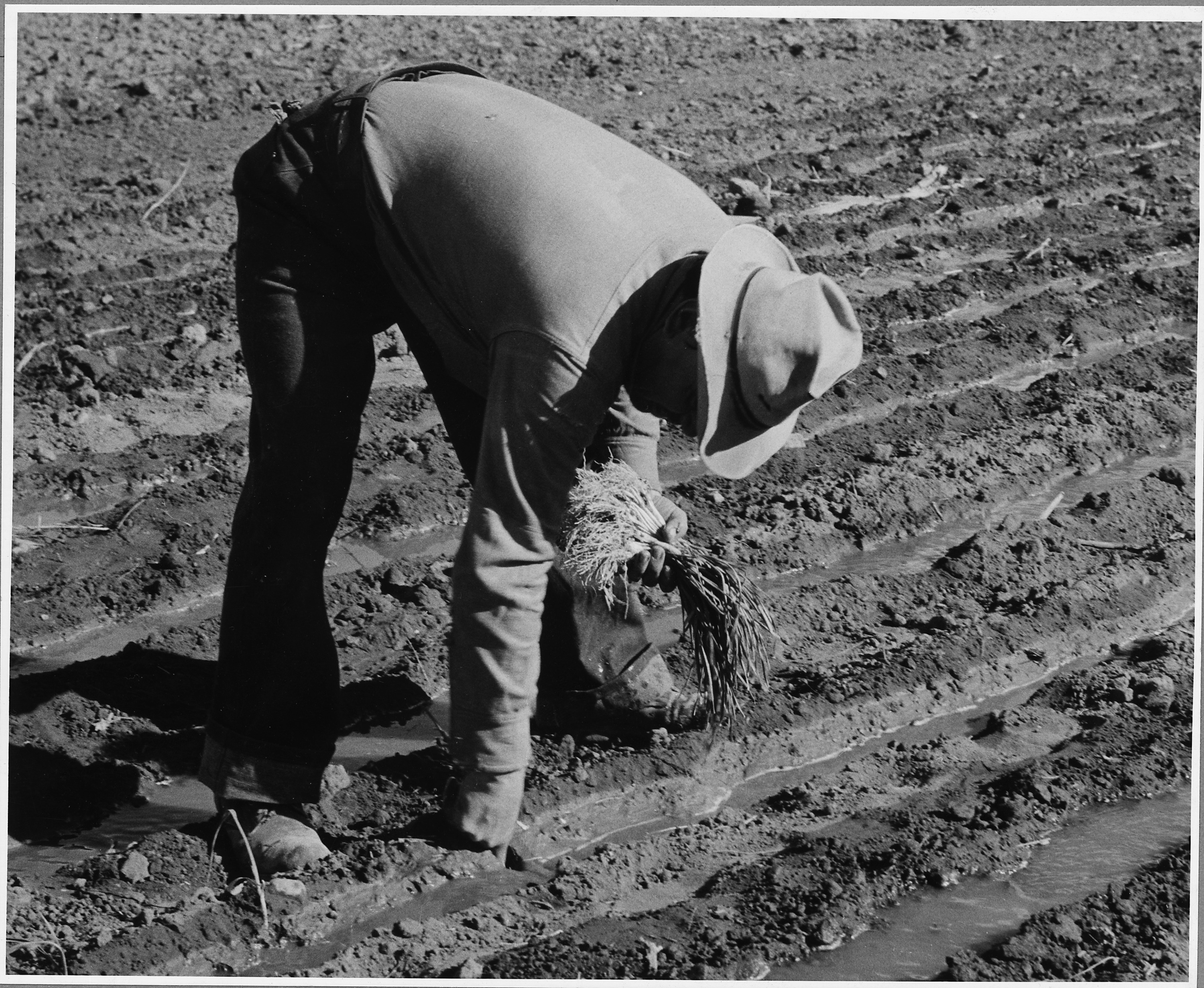
Agricultura como base da Economia.

Antropologia econômica é uma área de pesquisa acadêmica que tenta explicar o comportamento humano usando tanto o ferramental da economia quanto da antropologia. É praticada predominantemente por antropólogos. Existem três grandes correntes de pensamento no campo da antropologia econômica: formalismo, substantivismo e culturalismo.
A antropologia econômica é um ramo da antropologia que se concentra no estudo das práticas econômicas em diferentes sociedades e culturas ao redor do mundo. Este campo de estudo examina como as pessoas organizam e obtêm recursos, produzem bens e serviços, distribuem riqueza e atribuem valor dentro de seus contextos sociais e culturais específicos. Ao invés de adotar uma abordagem exclusivamente voltada para o mercado ou para modelos econômicos formais, a antropologia econômica busca entender as complexidades das relações sociais, culturais e simbólicas que moldam as atividades econômicas em diferentes contextos.

## História e Desenvolvimento
A antropologia econômica emergiu como um campo distinto durante o século XX, influenciada por diversos teóricos e escolas de pensamento. Bronisław Malinowski, um dos pioneiros da antropologia moderna, desempenhou um papel fundamental ao estudar a economia dos nativos trobriandeses nas Ilhas Trobriand, no Pacífico, durante a primeira metade do século XX. Seu trabalho destacou a importância das trocas sociais e do sistema de reciprocidade nessas sociedades.
Outro importante contribuinte para o desenvolvimento da antropologia econômica foi Karl Polanyi, cujo livro "A Grande Transformação", publicado em 1944, propôs uma análise crítica das origens do capitalismo. Polanyi argumentou que as economias humanas sempre estiveram integradas em sistemas sociais mais amplos, e que a ideia de uma economia "autônoma" é uma construção histórica recente. Ele introduziu o conceito de "subsistência" como uma forma alternativa de organização econômica, na qual as relações sociais e culturais são mais proeminentes do que o mercado.

## Pesquisas
Apesar do livro, que marcou uma data na história da antropologia, Argonautas do Pacífico Ocidental de Bronislaw Malinowski (1884 — 1942) centralizar sua atenção no sistema de trocas (econômico ou comercial apenas em parte) utilizado pelos habitantes das ilhas Trobriand e circunvizinhas, tema até então negligenciado pela antropologia, como afirmou James Frazer (1854 - 1941) no prefácio deste livro publicado em 1922 , para alguns autores, não se encontra nessa obra de Malinowski as necessárias referências às categorias tradicionais da economia política e da análise econômica.
Segundo Demónio  a aproximação e emprego da economia como estudo da produção e circulação de bens e serviços só aconteceu com os estudos de Karl Polanyi (1886 — 1964). Mesmo possuindo Malinowski o mérito de substituir os conceitos pressuposto do "homo oeconomicus", pelo de "homem primitivo" a partir de referências concretas (empíricas) e  como dito por Frazer não se limitando a produzir uma simples descrição dessa economia primitiva, dimensionando o kula, a instituição  estudada, na totalidade do comportamento humano.

## Abordagens e Conceitos Principais
A antropologia econômica adota uma variedade de abordagens teóricas e metodológicas para estudar as práticas econômicas. Algumas das principais áreas de interesse incluem:
1. Reciprocidade e Troca: Estudos sobre sistemas de troca e reciprocidade em diferentes culturas, incluindo presentes, favores e obrigações sociais.
2. Redistribuição: Investigação sobre como a riqueza é coletada e redistribuída dentro de comunidades, muitas vezes por meio de líderes ou instituições sociais.
3. Produção e Trabalho: Análise das práticas de trabalho e produção em diferentes contextos, incluindo estratégias agrícolas, técnicas de produção e divisão do trabalho.
4. Valor e Simbolismo: Exploração das maneiras pelas quais diferentes culturas atribuem valor a bens e serviços, muitas vezes influenciados por fatores simbólicos e culturais.
5. Economias Informais e Alternativas: Estudo de formas de economia que operam fora dos sistemas econômicos convencionais, como economias de subsistência, economias domésticas e mercados informais.

## Aplicações Práticas
A antropologia econômica oferece insights valiosos para uma série de questões contemporâneas, incluindo desenvolvimento econômico, globalização, desigualdade social, sustentabilidade ambiental e políticas públicas. Ao compreender as diversas maneiras pelas quais as pessoas organizam e vivenciam suas economias, os antropólogos econômicos podem contribuir para a formulação de políticas mais eficazes e culturalmente sensíveis em uma variedade de contextos.

Ou seja, a antropologia econômica é um campo interdisciplinar dinâmico que busca compreender a complexidade das atividades econômicas humanas em seus contextos sociais, culturais e históricos. Ao examinar as práticas econômicas em toda a sua diversidade, este campo nos ajuda a apreciar a riqueza e a complexidade da experiência humana no mundo.